# La campana di San Giusto (film)
La campana di San Giusto è un film del 1954 diretto da Mario Amendola e Ruggero Maccari.

## Trama
Prima guerra mondiale. Un cittadino di Trieste: Roberto si unisce all'esercito italiano spacciandosi per militare per riuscire a oltrepassare il confine. Dopo un'eroica impresa che gli fa guadagnare la stima dei soldati e del generale, Roberto torna nella sua villa dove trova un maggiore tedesco che lo fa prigioniero. Verrà liberato grazie all'arrivo a Trieste dei bersaglieri italiani.